# Michel Andrieu
Michel Andrieu (XV secolo – Goupillières, XVI secolo) è stato un tipografo francese.
Nel 1491 fondò una rinomata stamperia nella cittadina di Goupillières.